# Дмитренко Надія Степанівна
Дмитренко Надія Степанівна (нар. 9 вересня 1952, с. Мечетна на Покровщині, Дніпропетровська область) — українська поетеса, письменниця (вірші, оповідання). Є членом  Спілки християнських письменників України. Член Покровського поетичного клубу «Ліра». Є членом поетичних груп: «Покровське Надвечір'я», «Країна Рутенія», «Всеукраїнська поетична родина» та ін.

## Життєпис
Народилася 9 вересня 1952 року в селі Мечетна у родині простих селян Степана Єлисейовича та Надії Семенівни Безуглих.
Навчалась у Покровській середній школі (нині гімназія), закінчила у 1969 році.
Була в шлюбі з Дмитренко Віктором Семеновичем. У 1972 році народила сина Сергія, а у 1981 році Олега.
З 1969 по 1991 рр. жила у м. Дніпро. Повернулась у Покровське, де проживає до цього часу.

## Діяльність
Надія Дмитренко — творча особистість, яка ще з раннього дитинства проявляла любов до літератури. Її захоплення книгами сформувало тонке сприйняття світу, а згодом стало поштовхом для власної творчості. Усвідомивши свій талант до поезії, Надія почала писати вірші, вкладаючи у свої рядки глибокі емоції, думки та враження. Її діяльність демонструє прагнення не лише до самовираження, але й до донесення краси слова та глибини почуттів до інших.
Надія розпочала писати вірші ще у 2004 році, і її перший твір «Мамі» став символічним початком шляху у поезію, який вона присвятила своїй матері.
Перша збірка поетеси, «Душі моїй назавжди вісімнадцять», демонструє глибоку емоційність і життєрадісність її творчого підходу.
У 2019 році Надія розширила свої літературні горизонти, написавши оповідання «Татків сад» та «Час плакати», що свідчить про її багатогранність у літературному процесі.
Надія є активним членом літературних спілок:
- У 2015 році вона стала членом Християнської спілки письменників України.
- У 2018 році долучилася до Покровського поетичного клубу «Ліра» та групи «Покровське Надвечір'я».
- У 2024 році приєдналася до «Країни Рутенія» та «Всеукраїнської поетичної родини», що свідчить про її прагнення до взаємодії з іншими митцями.

Надія є учасницею ансамблевого народного хору з 2013 року, де її талант проявляється також у музичній сфері.
Вона створила текст і музику для пісні «Покровський край», підтверджуючи свою багатогранність як авторки.
Серед натхнення Надії особливе місце займає творчість Ліни Костенко, якій вона присвятила вірш «Ліні Костенко».
Її поезія часто звертається до тем краси природи, зокрема квітів, що займають важливе місце у її житті.

Надія є глибоко віруючою людиною, і це відображається у її творчості, де часто звучать теми духовності, віри в Бога та любові до життя.
Тому хто на поезію зважає, духовний світ глибше пізнає, хто любить Бога і життя людей, дарує квіти як вінок із орхідей.
— чудово ілюструють життєве кредо Надії, поєднання краси слова, духовності та любові до ближнього

## Відзнаки
- Конкурс «Весна» (2012), зайняла І місце з віршем «Я люблю весну»
- Диплом «Поезія фестивалю рідкісний птах» (2021)
- Подяка за І місце у номінації «Поезія літературного конкурсу» за кращу авторську легенду «Край, що надихає»
- Диплом «Фестиваль конкурсу веселий бересток»